# William Lane Craig

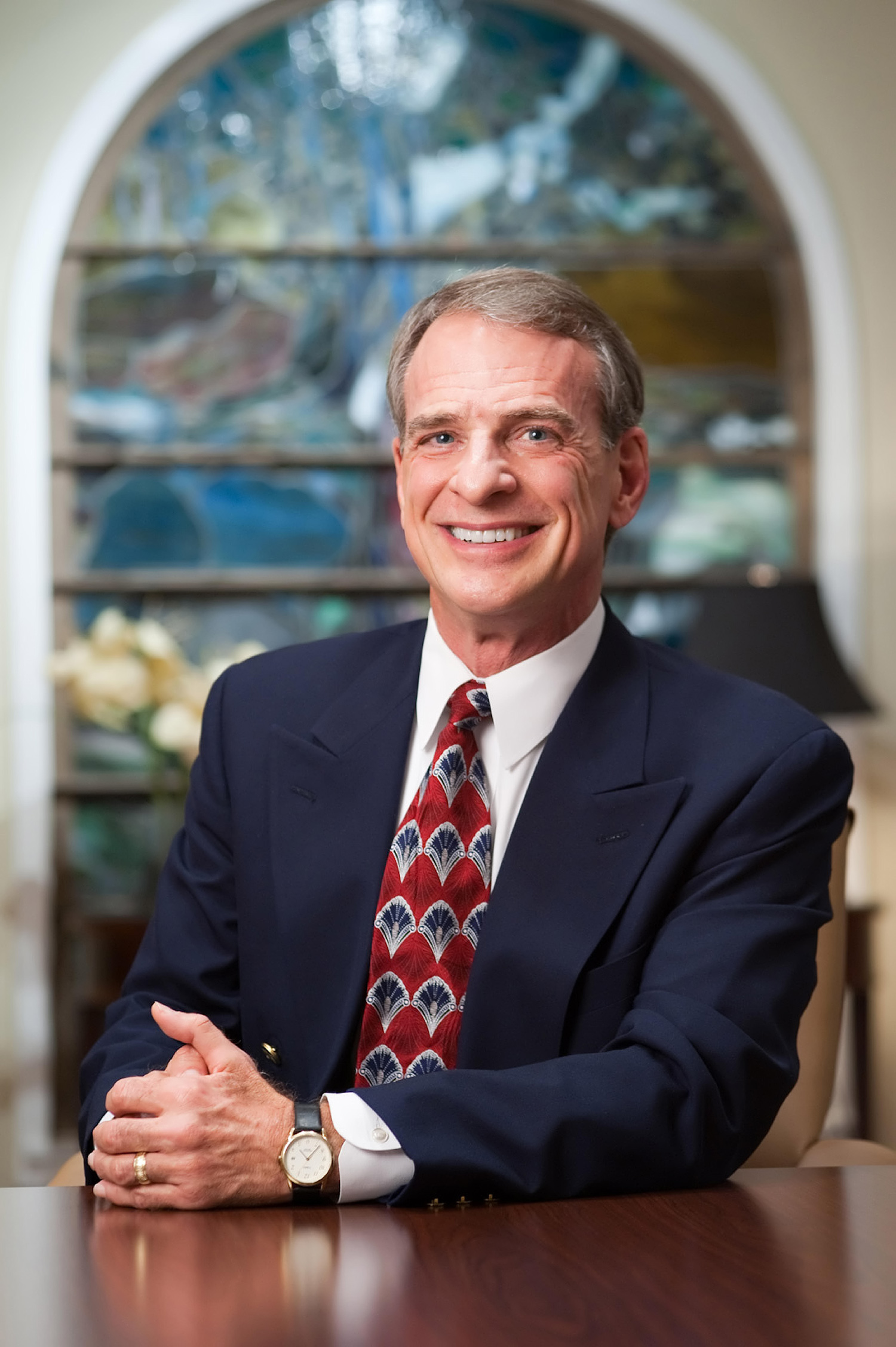
William Lane Craig in 2014

William Lane Craig (Peoria, 23 augustus 1949) is een Amerikaans filosoof. Als christen en apologeet gaat hij regelmatig in gesprek met atheïsten zoals Christopher Hitchens en Peter Atkins. Hij is hoogleraar filosofie aan de Houston Baptist University en onderzoekshoogleraar filosofie aan de Talbot School of Theology (Biola University). Craig heeft het kosmologische argument van Kalam voor het bestaan van God bijgewerkt en verdedigd. Hij heeft ook werk gepubliceerd waarin hij pleit voor de historische plausibiliteit van de opstanding van Jezus. Zijn studie van goddelijke aseïteit en platonisme culmineerde in zijn boek God Over All.